# Pseudocrossidium replicatum
Pseudocrossidium replicatum är en bladmossart som beskrevs av Robert Zander 1979. Pseudocrossidium replicatum ingår i släktet rullmossor, och familjen Pottiaceae. Inga underarter finns listade i Catalogue of Life.